# Tumiditarsus cicatricornis
Tumiditarsus cicatricornis é uma espécie de coleóptero da tribo Eburiini (Cerambycinae), com distribuição restrita à província de Formosa (Argentina).

## Sistemática
- Ordem Coleoptera
  - Subordem Polyphaga
    - Infraordem Cucujiformia
      - Superfamília Chrysomeloidea
        - Família Cerambycidae
          - Subfamília Cerambycinae
            - Tribo Eburiini
              - Gênero Tumiditarsus
                - T. cicatricornis (Zajciw, 1961)